# Australian Open 1996
De 84e editie van het Australische grandslamtoernooi, het Australian Open 1996, werd gehouden tussen 15 en 28 januari 1996. Voor de vrouwen was het de 70e editie. Het werd in het Flinders Park te Melbourne gespeeld.
Het toernooi van 1996 trok 389.598 toeschouwers.

## Belangrijkste uitslagen
Mannenenkelspel

Finale: Boris Becker (Duitsland) won van Michael Chang (VS) met 6-2, 6-4, 2-6, 6-2
Vrouwenenkelspel

Finale: Monica Seles (VS) won van Anke Huber (Duitsland) met 6-4, 6-1
Mannendubbelspel

Finale: Stefan Edberg (Zweden) en Petr Korda (Tsjechië) wonnen van Sébastien Lareau (Canada) en Alex O'Brien (VS) met 7-5, 7-5, 4-6, 6-1
Vrouwendubbelspel

Finale: Chanda Rubin (VS) en Arantxa Sánchez Vicario (Spanje) wonnen van Lindsay Davenport (VS) en Mary Joe Fernandez (VS) met 7-5, 2-6, 6-4
Gemengd dubbelspel

Finale: Larisa Neiland (Letland) en Mark Woodforde (Australië) wonnen van Nicole Arendt (VS) en Luke Jensen (VS) met 4-6, 7-5, 6-0
Meisjesenkelspel

Finale: Magdalena Grzybowska (Polen) won van Nathalie Dechy (Frankrijk) met 6-1, 4-6, 6-1
Meisjesdubbelspel

Finale: Michaela Paštiková (Tsjechië) en Jitka Schönfeldová (Tsjechië) wonnen van Volha Barabansjtsjikava (Wit-Rusland) en Mirjana Lučić (Kroatië) met 6-1, 6-3
Jongensenkelspel

Finale: Björn Rehnquist (Zweden) won van Mathias Hellstrom (Zweden) met 2-6, 6-2, 7-5
Jongensdubbelspel

Finale: Daniele Bracciali (Italië) en Jocelyn Robichaud (Canada) wonnen van Bob Bryan (VS) en Mike Bryan (VS) met 3-6, 6-3, 6-3

## Uitzendrechten
Het Australian Open was in Nederland en België te zien op Eurosport.
1905 · 1906 · 1907 · 1908 · 1909 · 1910 · 1911 · 1912 · 1913 · 1914 · 1915 · 1916–1918 · 1919 · 1920 · 1921 · 1922 · 1923 · 1924 · 1925 · 1926 · 1927 · 1928 · 1929 · 1930 · 1931 · 1932 · 1933 · 1934 · 1935 · 1936 · 1937 · 1938 · 1939 · 1940 · 1941–1945 · 1946 · 1947 · 1948 · 1949 · 1950 · 1951 · 1952 · 1953 · 1954 · 1955 · 1956 · 1957 · 1958 · 1959 · 1960 · 1961 · 1962 · 1963 · 1964 · 1965 · 1966 · 1967 · 1968
↓ open tijdperk ↓
1969 (m-v-md-vd-gd) · 1970 (m-v-md-vd) · 1971 (m-v-md-vd) · 1972 (m-v-md-vd) · 1973 (m-v-md-vd) · 1974 (m-v-md-vd) · 1975 (m-v-md-vd) · 1976 (m-v-md-vd) · jan 1977 (m-v-md-vd) · dec 1977 (m-v-md-vd) · 1978 (m-v-md-vd) · 1979 (m-v-md-vd) · 1980 (m-v-md-vd) · 1981 (m-v-md-vd) · 1982 (m-v-md-vd) · 1983 (m-v-md-vd) · 1984 (m-v-md-vd) · 1985 (m-v-md-vd) · 1986 · 1987 (m-v-md-vd-gd) · 1988 (m-v-md-vd-gd) · 1989 (m-v-md-vd-gd) · 1990 (m-v-md-vd-gd) · 1991 (m-v-md-vd-gd) · 1992 (m-v-md-vd-gd) · 1993 (m-v-md-vd-gd) · 1994 (m-v-md-vd-gd) · 1995 (m-v-md-vd-gd) · 1996 (m-v-md-vd-gd) · 1997 (m-v-md-vd-gd) · 1998 (m-v-md-vd-gd) · 1999 (m-v-md-vd-gd) · 2000 (m-v-md-vd-gd) · 2001 (m-v-md-vd-gd) · 2002 (m-v-md-vd-gd) · 2003 (m-v-md-vd-gd) · 2004 (m-v-md-vd-gd) · 2005 (m-v-md-vd-gd) · 2006 (m-v-md-vd-gd) · 2007 (m-v-md-vd-gd) · 2008 (m-v-md-vd-gd) · 2009 (m-v-md-vd-gd) · 2010 (m-v-md-vd-gd) · 2011 (m-v-md-vd-gd) · 2012 (m-v-md-vd-gd) · 2013 (m-v-md-vd-gd) · 2014 (m-v-md-vd-gd) · 2015 (m-v-md-vd-gd) · 2016 (m-v-md-vd-gd) · 2017 (m-v-md-vd-gd) · 2018 (m-v-md-vd-gd) · 2019 (m-v-md-vd-gd)  · 2020 (m-v-md-vd-gd) · 2021 (m-v-md-vd-gd) · 2022 (m-v-md-vd-gd) · 2023 (m-v-md-vd-gd) · 2024 (m-v-md-vd-gd) · 2025 (m-v-md-vd-gd)
Lijst van Australian Openwinnaars